# Abraham Adler (Rabbiner, 1811)
Abraham Jakob Adler (geboren am 9. Juli 1811 in Worms; gestorben am 5. Januar 1856 in Bendorf) war ein deutscher Rabbiner und Schriftsteller.

## Leben
Abraham Adler wurde als Sohn des Wormser Rabbiners Isaac (Isaak-Eisik) Abraham (1753–1822) und dessen Ehefrau Sara (Sarle) Nickelsburg geboren. Sein Bruder Samuel (1809–1891) war deutsch-amerikanischer Rabbiner.
Adler begann am 7. Oktober 1833 ein Studium der Philosophie, Theologie, Geschichte, Literatur und Orientalistik an der Rheinischen Friedrich-Wilhelms-Universität Bonn, setzte dieses ab 2. November 1835 an der Justus-Liebig-Universität Gießen fort und ging zum Talmudstudium nach Worms. Dort war er Schüler des Rabbiners Jakob-Koppel Bamberger. Zu seinen dortigen Mitschülern zählte neben seinem Bruder Samuel auch Benjamin Hirsch Auerbach. Weitere Talmudstudien betrieb er an den Jeschiwot von Ascher Löw in Karlsruhe und Abraham Bing in Würzburg. Nach Abschluss der Studien promovierte er 1836 zum Dr. phil.
Zunächst war er Lehrer und Prediger an der Buchholzschule Frankfurt und 1839 Hauslehrer bei einer jüdischen Familie im ungarischen Großkankischa. 1842 wurde er, als Nachfolger seines Bruders Samuel Adler, Rabbiner in Worms. Im selben Jahr gründete er eine Privatschule, deren Leiter er wurde. In seiner jüdischen Gemeinde bildete er den 1848 radikalen „Verein der Reformfreunde“, war radikaler Verfechter des Reformjudentums und Teilnehmer an den Rabbiner-Versammlungen in  Braunschweig (1844), Frankfurt (1845) und Breslau (1846). In der Rabbinerversammlung 1845 in Frankfurt stimmte er gegen die Beibehaltung der hebräischen Sprache im Gebet. Zur Frankfurter Versammlung veröffentlichte er auch das Pamphlet „Die sieben und siebzig sogenannten Rabbiner und die Rabbiner-Versammlung“ und sorgte damit für einigen Aufruhr. Im Revolutionsjahr 1848 engagierte er sich für Freiheit und Fortschritt und war für zwei Monate Redakteur der Wormser Zeitung. Adler gehörte zu den Mitunterzeichnern der von Arnold Ruge veranlassten Denkschrift über die Gründung einer „freien akademischen Universität“ in Frankfurt.
Nach einer Rede am 25. Februar 1849 bei einer Volksversammlung in Worms-Horchheim mit dem Thema „Schutz der neuen deutschen Reichsverfassung“ wurde er verhaftet, seines Amtes als Rabbiner enthoben und in Mainz festgesetzt. Seine orthodoxen Gegner bezichtigten ihn „republikanisch-sozialistischer Ideen“. In einem Hochverratsprozess in Mainz wurde er freigesprochen und 1850 durch Großherzog Ludwig begnadigt. Eine weitere Zulassung zum Amt als Rabbiner wurde jedoch abgelehnt.  In der jüdischen Gemeinde Emanu El in New York sollte er die Stelle eines Rabbiners einnehmen, musste jedoch aus Gesundheitsgründen verzichten. Er starb in einer Nervenheilanstalt.
Mit der Kaufmannstochter Rahel Hochstätter (1823–1889) aus Pforzheim schloss Adler am 5. Juni 1849 die Ehe, aus der mehrere Kinder hervorgingen.

## Schriften (Auswahl)
- 1839–1841 Nachweisung einer historischen Quelle aus der Zeit des ersten Kreuzzuges. In: Israelitische Annalen. Frankfurt am Main 1839, S. 91f.; 1840, S. 141; 1841, S. 32.
- 1845  Die sieben und siebzig sogenannten Rabbiner und die Rabbiner-Versammlung.
- 1845  Das Judenthum und die Kritik. Ein Sendschreiben an Hrn. Dr. W. Ghillany. (Replik auf die gleichnamige Schrift Friedrich Wilhelm Ghillanys, Nürnberg 1844.)
- 1846  Geschichte der Juden in Frankfurt am Main.
- 1846  Reform des Judenthums.